# セラミックファイバー

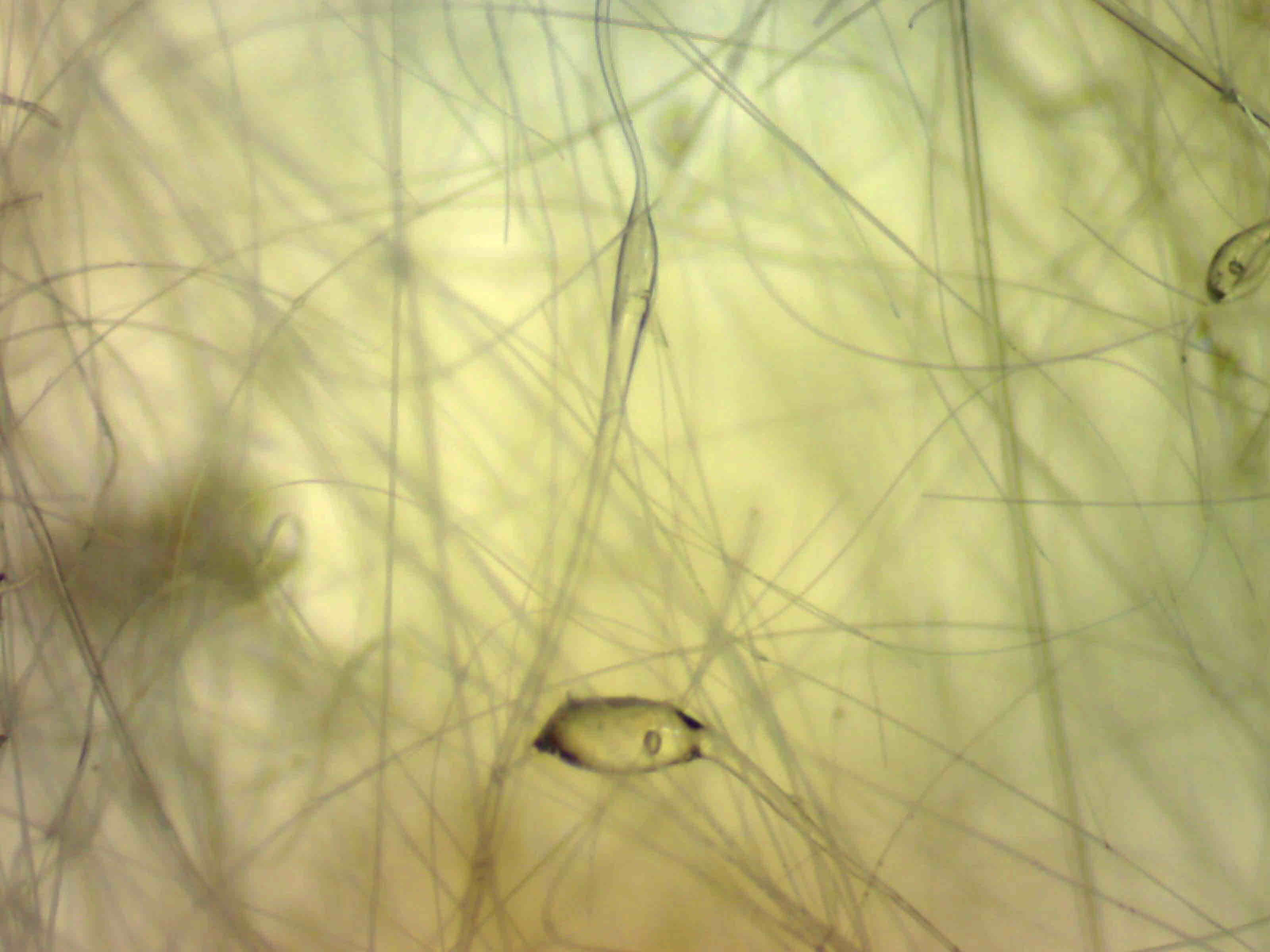
セラミックファイバーの顕微鏡写真

セラミックファイバーとは、アルミナ（Al2O3）とシリカ（SiO2）を主成分とした人造鉱物繊維の総称である。
安定な無機繊維であり、1,000℃以上の高温域でも使用できる耐火材・断熱材となる。そういった特徴から、鉄鋼・窯業・石油・化学などの高温工業界において広く使用されている。アルミナ含有量が40 - 60%の非晶質のリフラクトリーセラミックファイバー（RCF）や、アルミナ含有量が70%以上の結晶質のアルミナ繊維などの種類がある。商標としてはネクステル（3M）、ファインフレックス（ニチアス）などがある。

## 特徴・性質
セラミックファイバーの大きな特徴は耐熱温度であり、リフラクトリーセラミックファイバー（RCF）では1,000 - 1,500℃、アルミナ繊維では1,300 - 1,700℃である。住宅用の断熱材として使われるグラスウールやロックウールの耐熱温度は450 - 600℃であるため、セラミックファイバーの耐熱温度は極めて高く、特に高温になる部位の断熱材として利用される。
また、熱伝導率が耐火レンガの1/10、断熱レンガと比較しても1/2と小さいため、炉外への放散熱量が小さいうえ、レンガと比較して重量が1/10と軽量であるため、蓄熱損失を低減できることから省エネルギー効果が大きい。
セラミックファイバーは純度の高いアルミナ、シリカが主成分であるため、強アルカリ・フッ素・リン酸以外の耐薬品性に優れ、特にアルミナ繊維の反応性が低い。 

## 用途

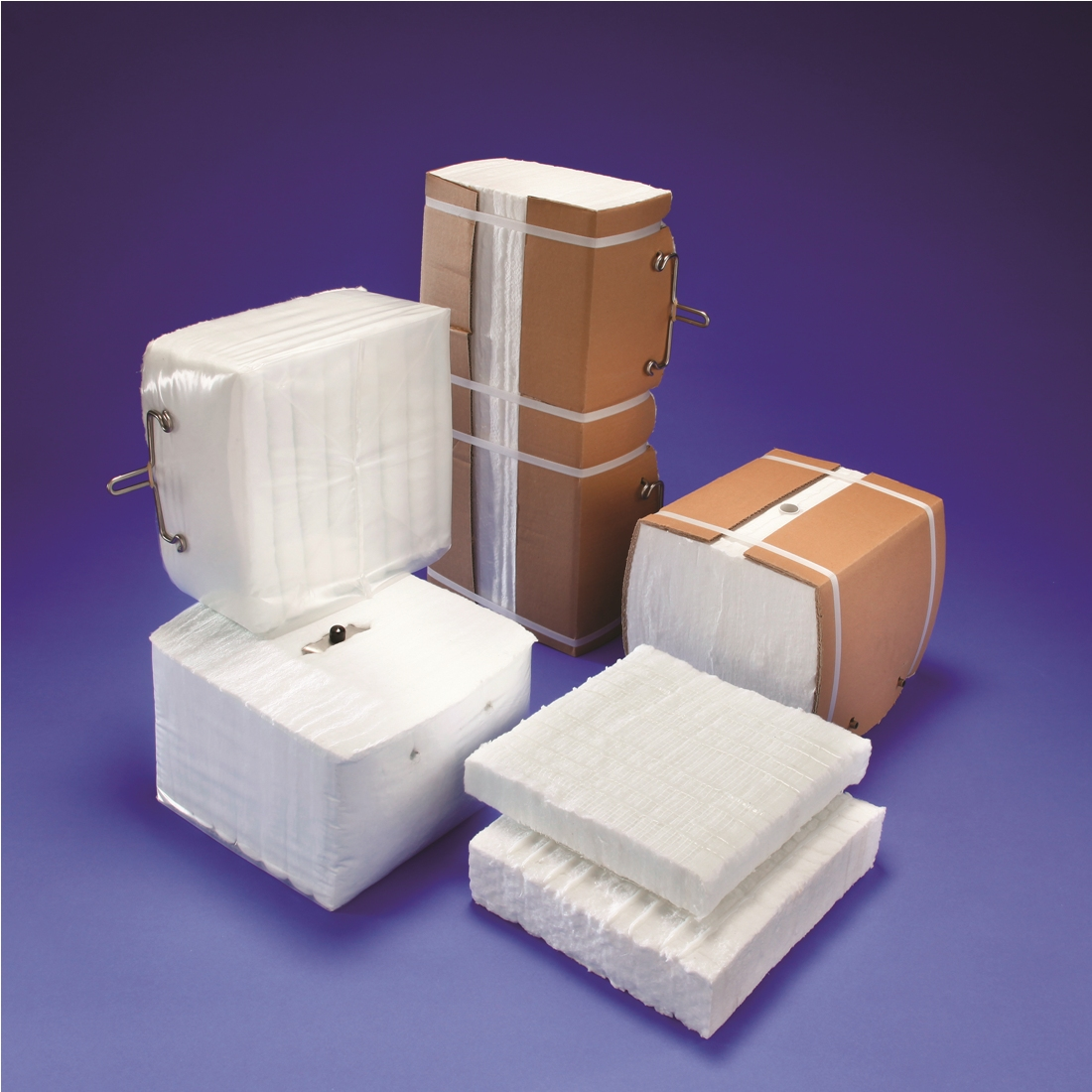
セラミックファイバー製品

セラミックファイバー製品としての主な用途には、窯炉の天井・炉壁の耐火材・断熱材、耐熱シール材、充填材、吸音材などがある。
ブランケット
セラミックファイバーを積層し、ニードル加工をしたフェルト状断熱材。
ウェットフェルト
ブランケットに無機バインダーを含浸させ、湿潤状態で密封包装された成型用断熱材。
ボード・モールド成型品
セラミックファイバーに無機・有機バインダーを添加し、板状や各種形状に成型した断熱材。
ペーパー
セラミックファイバーに有機バインダーを添加して抄造した耐熱紙。

### 生産量
リフラクトリーセラミックファイバー（RCF）の日本での生産量は年間約12,000 - 18,000トン、アルミナ繊維の日本での生産量は年間6,000 - 8,000トンである。

## 製造方法
リフラクトリーセラミックファイバー（RCF）は、アルミナとシリカをほぼ等量に配合・混合して電気炉で溶融させ、これを細流として取り出した後、吹き飛ばして繊維化される。
一方でアルミナ繊維は、アルミナ含有率が高いことから高温溶融が困難である。
この為、まずアルミニウムとシリコンを含む水溶液を適宜濃縮し、水溶性の有機高分子を加えて増粘させることで紡糸液を作成する。
紡糸液を室温で紡糸して延伸乾燥した後、さらに加熱炉で加熱して水分や有機分を取り除き、結晶化させて製造する。

## 安全性
セラミックファイバーは人造の鉱物繊維であり、発癌性の知られる天然鉱物繊維の石綿とは明確に異なる材料である。石綿代替材料として使用されているが、特にリフラクトリーセラミックファイバー（RCF）では繊維径が比較的細いことから発癌性が疑われている。
RCFに対するヒトへの健康影響データは少ないが、動物実験などが世界各国で行われており、IARC（国際がん研究機関）により、吸入による発がん性の可能性がある物質として、グループ2B（ヒトに対する発癌性が疑われる）に位置付けられている。日本では厚生労働省が2015年11月から特定化学物質に含めており、業務で使用している場合は事業者が定期的に健康診断を受けさせる必要がある。
アルミナ繊維に関しては、歴史も新しいうえに生産量も他の繊維状物質に比べて少ないため、ヒトの健康影響に関するデータおよび動物実験の結果のデータは少なく、国際的な評価は受けていない。
近年では、健康影響に配慮した生体溶解性の高温用耐火繊維も開発されている。